# Anna Dłużewska
Anna Maria Dłużewska – polska geograf, dr hab. nauk o Ziemi, profesor uczelni Instytutu Geografii Uniwersytetu Kazimierza Wielkiego i Instytutu Geografii Społeczno-Ekonomicznej i Gospodarki Przestrzennej Wydziału Nauk o Ziemi i Gospodarki Przestrzennej Uniwersytetu Marii Curie-Skłodowskiej.

## Życiorys
W 1994 ukończyła studia kulturoznawstwa na Uniwersytecie Śląskim w Katowicach, 23 marca 1999 obroniła pracę doktorską Role rodzinne i społeczne kobiet w Gabes i Oudref (Tunezja) na tle polityki państwa, 22 czerwca 2010 habilitowała się na podstawie pracy zatytułowanej Społeczno-kulturowe dysfunkcje turystyczne w krajach islamu. Objęła funkcję adiunkta w Szkole Wyższej Przymierza Rodzin, oraz asystenta w Instytucie Studiów Regionalnych i Globalnych na Wydziale Geografii i Studiów Regionalnych Uniwersytetu Warszawskiego.
Piastowała stanowisko profesora nadzwyczajnego w Instytucie Geografii na Wydziale Kultury Fizycznej, Zdrowia i Turystyki Uniwersytetu Kazimierza Wielkiego i w Zakładzie Geografii Regionalnej i Turyzmu na Wydziale Nauk o Ziemi i Gospodarki Przestrzennej Uniwersytetu Marii Curie-Skłodowskiej.
Była dziekanem na Wydziale Turystyki i Rekreacji Szkoły Wyższej Przymierza Rodzin, a także kierownikiem Zakładu Edukacji Geograficznej i Turystycznej Wydziału Nauk o Ziemi i Gospodarki Przestrzennej Uniwersytetu Marii Curie-Skłodowskiej.
Jest profesorem uczelni w Instytucie Geografii na Uniwersytecie Kazimierza Wielkiego i w Instytucie Geografii Społeczno-Ekonomicznej i Gospodarki Przestrzennej na Wydziale Nauk o Ziemi i Gospodarki Przestrzennej Uniwersytetu Marii Curie-Skłodowskiej.